# Neutralisierender Antikörper

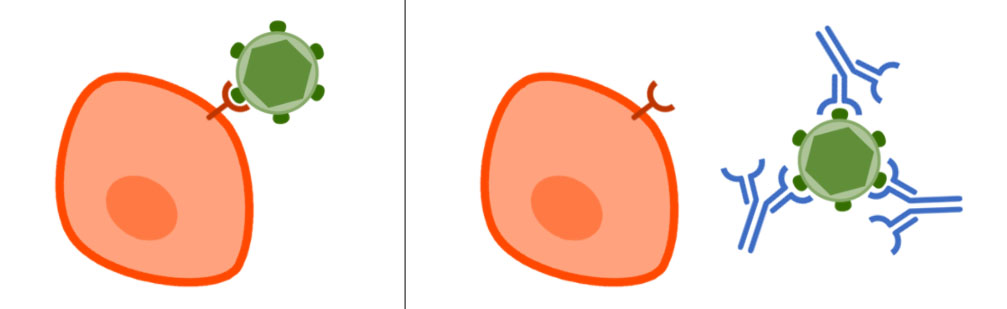
Die Virusbindung an die Zelle (links) wird durch NAb gehemmt (rechts)

Neutralisierende Antikörper (NAb, von engl. neutralising antibodies) sind Antikörper, die hemmend auf ein Pathogen oder Toxin wirken.

## Eigenschaften

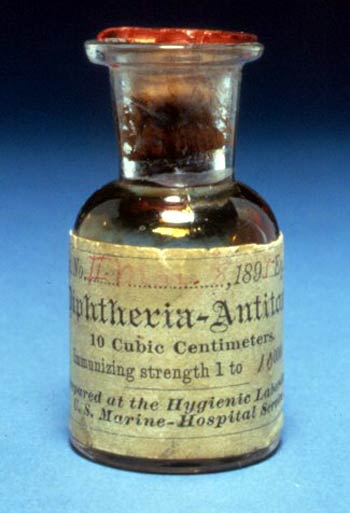
Diphtherie-Antitoxin aus dem Blutserum von Pferden (1895)

Neutralisierende Antikörper binden meist an Proteine in der Oberfläche einer Zelle des Pathogens (bei Bakterien und Pilzen) bzw. auf der Virusoberfläche bei Viren und verhindern entweder sterisch die Bindung des Pathogens an die Wirtszelle oder aber verhindern die Konformationsänderung der Proteine, welche notwendig für den Eintritt in die Wirtszelle ist. Somit können die Antikörper die Infektion und mögliche Schäden durch das Pathogen verhindern, ohne dass Zellen des Immunsystems rekrutiert werden müssen. Nur ein Teil der nach Infektion oder Impfung gebildeten und an das Pathogen bindenden Antikörper wirkt neutralisierend. Nicht-neutralisierende Antikörper binden an das Pathogen, wirken aber nicht neutralisierend, sondern benutzen weitere Funktionen von Antikörpern, wie Opsonisierung und Aktivierung des Komplementsystems, um das Pathogen zu entfernen.
Neutralisierende Antikörper sind ein wichtiger Bestandteil der Immunität nach einer Infektion, welche vor erneuter Infektion schützt (sterilisierende Immunität). Die Neutralisation ist eine der drei möglichen Funktionen eines Antikörpers, neben der Opsonisierung und der Komplementaktivierung. Beim Subtyp Immunglobulin A ist die Neutralisation die Hauptfunktion. Impfstoffe zur passiven Immunisierung enthalten neutralisierende Antikörper in hohen Konzentrationen. Typische Beispiele für neutralisierende Antikörper sind das Diphtherie-Antitoxin, das nach einer Impfung mit einem Diphtherieimpfstoff gebildet wird, wie auch viele andere Antitoxine durch eine Impfung erzeugt werden. Bei der Therapie der multiplen Sklerose mit Interferon-beta können neutralisierende Antikörper dagegen entstehen, welche die Wirksamkeit der Behandlung mindern.
Die neutralisierende Wirkung von Antikörpern kann mit einem Neutralisationstest gemessen werden. Ein Hämagglutinationshemmtest und ein Tierversuch mit passiver Immunisierung und anschließender Infektion (Belastungsversuch) geben Hinweise auf neutralisierende Wirkung.

## Breitneutralisierende Antikörper
Bei der Impfstoffentwicklung gegen Pathogene mit einer hohen genetischen Variabilität und dementsprechend vielen Fluchtmutanten wird versucht, die Bildung von Antikörpern gegen möglichst viele Varianten, Subtypen oder Stämme eines Pathogens zu induzieren, sogenannte breitneutralisierende Antikörper (bNAb, von engl. broadly neutralising antibodies), z. B. breitneutralisierende Anti-HIV-Antikörper und breitneutralisierende Anti-IAV-Antikörper. Für das Denguevirus, das Hepatitis-C-Virus und das West-Nil-Virus werden breitneutralisierende Antikörper untersucht. Ebenso wird die Erzeugung von breitneutralisierenden Antikörpern durch Transfektion mit einem AAV-Vektor gegen HIV und das Influenzavirus (IAV) untersucht.
Die Datenbank bNAber listet breitneutralisierende Antikörper.